# Harvard Oriental Series
Die Harvard Oriental Series (etwa: Orientalistische Reihe der Harvard-Universität) ist eine englischsprachige orientalistische Buchreihe, die bereits 1891 von Charles Rockwell Lanman (1850–1941) und Henry Clarke Warren gegründet wurde. Lanman war der erste Herausgeber (1891–1934) der ersten 37 Bände, weitere Herausgeber der Reihe waren Walter Eugene Clark (1934–1950, Bände 38–44), Daniel Henry Holmes Ingalls (1950–1983, Bände 45–48) und Gary Tubb (1983–1990, Band 49). Zurzeit wird sie von Michael Witzel herausgegeben. Die Reihe hat inzwischen über 90 Bände erreicht. Eine Unterreihe sind die Harvard Oriental Series Opera Minora.

## Bände
| Band             | Jahr    | Autor                                                                       | Titel |
| ---------------- | ------- | --------------------------------------------------------------------------- | --- |
| 1                | 1891    | Hendrik Kern                                                                | The Jataka-Mala |
| 2                | 1895    | Richard Garbe                                                               | Samkhya-Pravacana-Bhasya |
| 3                | 1896    | Henry Clarke Warren                                                         | Buddhism in Translations |
| 4                | 1901    | Sten Konow                                                                  | Rajasekhara's Karpuramanjari |
| 5 und 6          | 1904    | Arthur Anthony Macdonell                                                    | The Bṛhad-devatā attributed to Śaunaka |
| 7 und 8          | 1905    | William Dwight Whitney                                                      | Atharva Veda Samhita |
| 9                | 1905    | Arthur William Ryder                                                        | Mrcchakatika by Shudraka |
| 10               | 1906    | Maurice Bloomfield                                                          | A Vedic Concordance |
| 11               | 1908    | Johannes Hertel                                                             | The Panchatantra of Purnabhadra |
| 12               | 1912    | Johannes Hertel                                                             | The Panchatantra of Purnabhadra |
| 13               | 1912    | Johannes Hertel                                                             | The Panchatantra of Purnabhadra |
| 14               | 1915    | Johannes Hertel                                                             | The Panchatantra (Tantrakhyayika) |
| 15               | 1912    | Carl Cappeller                                                              | Kiratarjuniya of Bharavi |
| 16               | 1922    | Richard Pischel                                                             | Sakuntala of Kalidasa |
| 17               | 1914    | James Haughton Woods                                                        | The Yoga-System of Patanjali |
| 18 und 19        | 1914    | Arthur Berriedale Keith                                                     | The Veda of the Black Yajus School |
| 20               | 1916    | Maurice Bloomfield                                                          | Rig-Veda Repetitions |
| 21               | 1915    | Shripad Krishna Belvalkar                                                   | Rama's Later History or Uttara-Rama-Charita by Bhavabhuti |
| 22               | NA      | Shripad Krishna Belvalkar                                                   | Rama's Later History, Part 2 |
| 23               | NA      | Shripad Krishna Belvalkar                                                   | Rama's Later History, Part 3 |
| 24               | 1916    | Maurice Bloomfield                                                          | Rig-Veda Repetitions, Parts 2 and 3 |
| 25               | 1920    | Arthur Berriedale Keith                                                     | Rigveda Brahmanas |
| 26 und 27        | 1926    | Franklin Edgerton                                                           | Vikrama's Adventures |
| 28 und 29 und 30 | 1921    | Eugene Watson Burlingame                                                    | Buddhist Legends |
| 31 und 32        | 1925    | Arthur Berriedale Keith                                                     | The Religion and Philosophy of the Veda and Upanishads |
| 33 und 34 und 35 | 1951    | Karl Friedrich Geldner                                                      | Der Rig-Veda |
| 36               | 1957    | Karl Friedrich Geldner                                                      | Der Rig-Veda |
| 37               | 1932    | Robert Chalmers                                                             | Buddha's Teachings |
| 38 and 39        | 1944    | Franklin Edgerton                                                           | The Bhagavad Gita |
| 40               | 1951    | Daniel Henry Holmes Ingalls                                                 | Navya-Nyāya Logic |
| 41               | 1950    | Henry Clarke Warren & Dharmananda Damodar Kosambi                           | Visuddhimagga of Buddhaghosa |
| 42               | 1957    | D. D. Kosambi and V. V. Gokhale                                             | Subhasitaratnakosa by Vidyakara |
| 43               | 1958    | W. Norman Brown                                                             | Saundaryalahari of Sankaracarya |
| 44               | 1965    | Daniel Henry Holmes Ingalls                                                 | Vidyakara's Subhasitaratnakosa |
| 45               | 1965    | Richard Nelson Frye                                                         | The Histories of Nishapur |
| 46               | 1968    | Bimal Krishna Matilal                                                       | Navya-Nyāya Philosophy |
| 47               | 1968    | Hattori Masaaki                                                             | Dignaga's Pramanasamuccaya |
| 48               | 1978    | David Pingree                                                               | The Yavanajataka of Sphujidhvaja |
| 49               | 1990    | Daniel Henry Holmes Ingalls, Jeffrey Moussaieff Masson and M. V. Patwardhan | The Dhvanyaloka of Anandavardhana |
| 50               | 1994    | Barend A. van Nooten and Gary Holland                                       | Rig Veda |
| 51               | 1996    | Gurinder Singh Mann                                                         | The Goindval Pothis |
| 52               | 1997    | Madhav Deshpande                                                            | Saunakiya Caturadhyayika |
| 53               | 1998    | V. Raghavan                                                                 | The Srngaraprakasa of Bhoja, Part 1 |
| 54               | NA      | NA                                                                          | The Srngaraprakasa of Bhoja, Part 2 |
| 55               | 1998    | Gregory G. Maskarinec                                                       | Nepalese Shaman Oral Texts, I |
| 56               | 1999    | Edward C. Dimock Jr.                                                        | Caitanya Caritamrta of Krsnadasa Kaviraja |
| 57               | Example | B. R. Sharma                                                                | The Samaveda Samhita, Volume 1 |
| 58               | NA      | B. R. Sharma                                                                | The Samaveda Samhita, Volume 2 |
| 59               | NA      | B. R. Sharma                                                                | The Samaveda Samhita, Volume 3 |
| 60               | 2002    | Olle Qvarnström                                                             | The Yogasastra of Hemacandra |
| 61               | 2002    | Madhav Deshpande                                                            | Saunakiya Atharvaveda |
| 62               | 2003    | Iravatham Mahadevan                                                         | Early Tamil Epigraphy |
| 63               | 2003    | Karl Friedrich Geldner                                                      | Rig-Veda |
| 64               | 2008    | Kurtis R. Schaeffer and Leonard van der Kuijp                               | An Early Tibetan Survey of Buddhist Literature |
| 65               | 2004    | Michael Witzel                                                              | Katha Aranyaka |
| 66               | 2008    | Marco Franceschini                                                          | A New Vedic Concordance |
| 67               | 2007    | Todd T. Lewis and Subarna Man Tuladhar                                      | Sugatasaurabha by Chittadhar Hridaya |
| 68               | 2008    | Gregory G. Maskarinec                                                       | Nepalese Shaman Oral Texts, II |
| 69               | 2008    | Karen H. Ebert and Martin Gaenszle                                          | Rai Mythology |
| 70               | 2008    | Malcolm David Eckel                                                         | Bhaviveka and His Buddhist Opponents |
| 71               | 2008    | Lawrence J. McCrea                                                          | The Teleology of Poetics in Medieval Kashmir |
| 72               | 2010    | Dragomir Dimitrov                                                           | The Bhaiksuki Manuscript of the Candralamkara |
| 73               | 2009    | Patrick Olivelle                                                            | Vishnu Smriti |
| 74               | 2012    | Lorenz G. Löffler                                                           | Ethnographic Notes on the Mru and Khumi of the Chittagong and Arakan Hill Tracts: A Contribution to our Knowledge of South and Southeast Asian Indigenous Peoples mainly based on field research in the Southern Chittagong Hill Tracts |
| 75               | 2013    | Ulrich Timme Kragh                                                          | The Foundation for Yoga Practitioners: The Buddhist Yogācārabhūmi Treatise and Its Adaptation in India, East Asia, and Tibet |
| 76               | 2013    | Jeanne Hein and V.S. Rajam                                                  | The Earliest Missionary Grammar of Tamil: Fr. Henriques' Arte da Lingua Malabar: Translation, History, and Analysis |
| 77               | 2015    | David Brick                                                                 | Brahmanical Theories of the Gift: A Critical Edition and Annotated Translation of the Dānakānda of the Krtyakalpataru |
| 78               | 2015    | Olle Qvarnström                                                             | Bhāviveka on Sāmkhya and Vedānta: The Sāmkhya and Vedānta Chapters of the Madhyamakahrdayakārikā and Tarkajvālā |
| 79               | 2015    | Tarun Chhabra                                                               | The Toda Landscape: Explorations in Cultural Ecology |
| 80               | 2015    | Georg Buddruss and Almuth Degener                                           | Materialien zur Prasun-Sprache des Afghanischen Hindukusch, Teil I: Texte und Glossar |
| 81               | 2016    | Jonathan A. Silk                                                            | Materials Toward the Study of Vasubandhu’s Viṁśikā (I): Sanskrit and Tibetan Critical Editions of the Verses and Autocommentary; An English Translation and Annotations                                                                 |
| 82               | 2016    | Maho Iuchi                                                                  | An Early Text on the History of Rwa sgreng Monastery: The Rgyal ba’i dben gnas rwa sgreng gi bshad pa nyi ma’i ’od zer of ’Brom Shes rab me lce                                                                                         |
| 83               | 2016    | John Stratton Hawley                                                        | Into Sūr’s Ocean: Poetry, Context, and Commentary |
| 84               | 2016    | Buddruss, Georg and Degener, Almuth                                         | Materialien zur Prasun-Sprache des Afghanischen Hindukusch, Teil II: Grammatik |
| 85               | 2018    | Kṣemendra, Sahaja Bhaṭṭa, and Michael Witzel                                | Lokaprakāśa by Kṣemendra with the commentary of Sahaja Bhaṭṭa, Volume 1 |
| 86 und 87        | 2018    | Simon Strickland                                                            | Materials for the Study of Gurung Pe, volumes I-II |
| 88               | 2019    | Jana Fortier                                                                | A Comparative Dictionary of Raute and Rawat: Tibeto-Burman Languages of the Central Himalayas |
| 89               | 2018    | Arthur McKeown                                                              | Guardian of a Dying Flame: Śāriputra (c. 1335–1426) and the End of Late Indian Buddhism |
| 90               | 2018    | Kṣemendra, Sahaja Bhaṭṭa, and Michael Witzel                                | Lokaprakāśa by Kṣemendra with the commentary of Sahaja Bhaṭṭa, Volume 2 |
| 91               | 2019    | Howard Resnick                                                              | Vaikhānasa-mantra-praśna V-VIII : (Daivikacatuṣṭayam) |
| 92               | 2018    | Michael Witzel                                                              | The Two Oldest Veda Manuscripts: Facsimile Edition of Vājasaneyi Saṃhitā 1–20 (Saṃhitā- and Padapāṭha) from Nepal and Western Tibet (c. 1150 CE)                                                                                        |
| 93               | 2018    | Martin Gaenszle                                                             | Ritual Speech in the Himalayas: Oral Texts and Their Contexts |

## BändeOpera Minora
| Band | Jahr | Autor                                                       | Titel |
| ---- | ---- | ----------------------------------------------------------- | --- |
| 1    | 1996 | edited by Enrica Garzilli                                   | Translating, Translations, Translators : From India to the West |
| 2    | 1997 | edited by Michael Witzel                                    | Inside the Texts, Beyond the Texts : New Approaches to the Study of the Vedas : Proceedings of the International Vedic Workshop, Harvard University, June 1989                                                    |
| 3    | 1999 | edited by Johannes Bronkhorst and Madhav M. Deshpande       | Aryan and Non-Aryan in South Asia : Evidence, Interpretation, and Ideology : Proceedings of the International Seminar on Aryan and Non-Aryan in South Asia, University of Michigan, Ann Arbor, 25–27 October 1996 |
| 4    | 2002 | Alexander Lubotsky                                          | Atharaveda-paippalada, Kanda Five : Text, Translation, Commentary |
| 5    | 2007 | Mohan Prasad Khanal and Theodore Riccardi, Jr.              | Archaeological Excavations in the Kathmandu Valley : a Report on the 1984–85 and 1988-89 Seasons at Dumakhal |
| 6    | 2010 | Carlos A. Lopez                                             | Atharvaveda-paippalada : Kāṇḍas Thirteen and Fourteen |
| 7    | 2011 | Toshiki Osada and Michael Witzel                            | Cultural Relations Between the Indus and the Iranian Plateau During the Third Millennium BCE : Indus Project, Research Institute for Humanities and Nature, June 7–8, 2008                                        |
| 8    | 2012 | Toshiki Osada                                               | Language Atlas of South Asia : Indus Project, Research Institute for Humanities and Nature, Kyoto |
| 9    | 2016 | edited by Jan E. M. Houben, Julieta Rotaru & Michael Witzel | Vedic Śākhās : Past, Present, Future : Proceeding of the Fifth International Vedic Workshop, Bucharest 2011 |
| 10   |      |                                                             | [volume 10 not yet published] |
| 11   | 2019 | Nawaraj Chaulagain                                          | Hindu Kingship Rituals: Power Relation and Historical Evolution |
| 12   | 2020 | Amruta Chintaman Natu                                       | Georg Bühler's Contribution to Indology |